# Piotr Petrović-Niegosz
Piotr Petrović-Niegosz (ur. 10 października 1889 w Cetyni, zm. 7 maja 1932 w Merano) – książę czarnogórski, członek rodu Petrović-Njegoš, najmłodszy syn pierwszego króla Czarnogóry Mikołaja I Petrowića-Niegosza.

## Życiorys

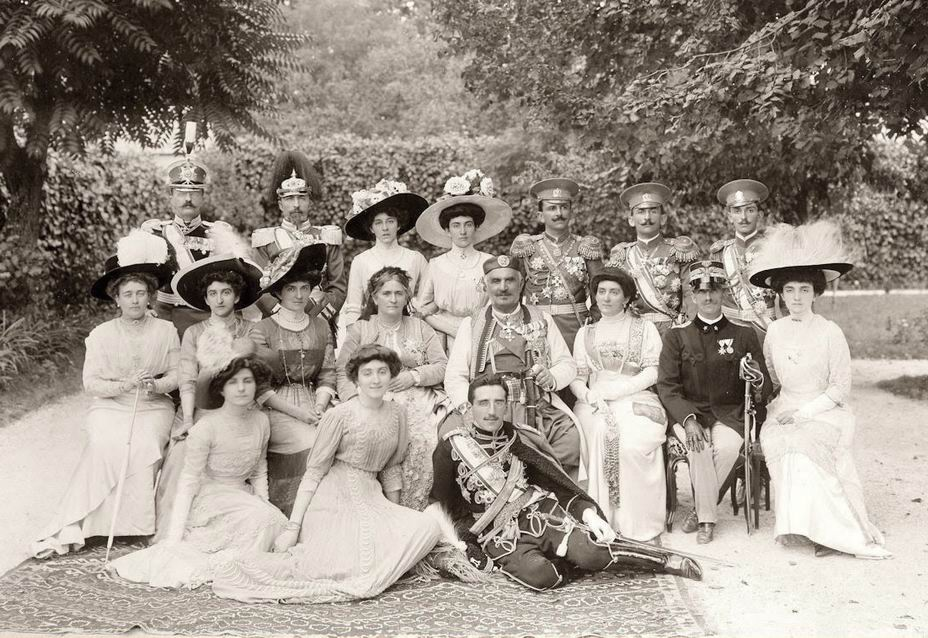
Piotr z rodziną Petrović-Niegosz

Piotr Petrović-Niegosz urodził się 10 października 1889 r. w Cetyni. Był synem króla Mikołaja I Petrowića-Niegosza (1841–1921) i jego żona Mileny Vukotić (1847–1923). Miał dziewięć sióstr i dwóch braci. Najstarsza siostra Zorka wyszła za mąż za Piotra I – króla Serbii i Jugosławii, a dwie inne – Anastazja i Milica zostały wielkimi księżnymi Rosji. Dzięki korzystnym małżeństwom dzieci jego ojciec zyskał przydomek „teść Europy”. 
Słaby i chorowity, jako najmłodsze dziecko, był rozpieszczany przez rodzinę i dorastał w centrum uwagi zarówno dworu, jak i ludu. Gdy skończył 14 lat, miał zostać wysłany do Rosji, aby kształcić się, jednak jego siostra księżna Milena sprzeciwiła się tej decyzji, przekonana, że głównym winowajcą śmierci jej córki Marii był surowy rosyjski klimat. Przekonała rodzinę do wysłania Piotra do Heidelbergu, gdzie pomagała mu siostra Anna, która mieszkała w pobliżu Darmstadt. 29 kwietnia 1924 r. poślubił Violet Wegner. Para nie miała dzieci. Książę Piotr zmarł we Włoszech 7 maja 1932.

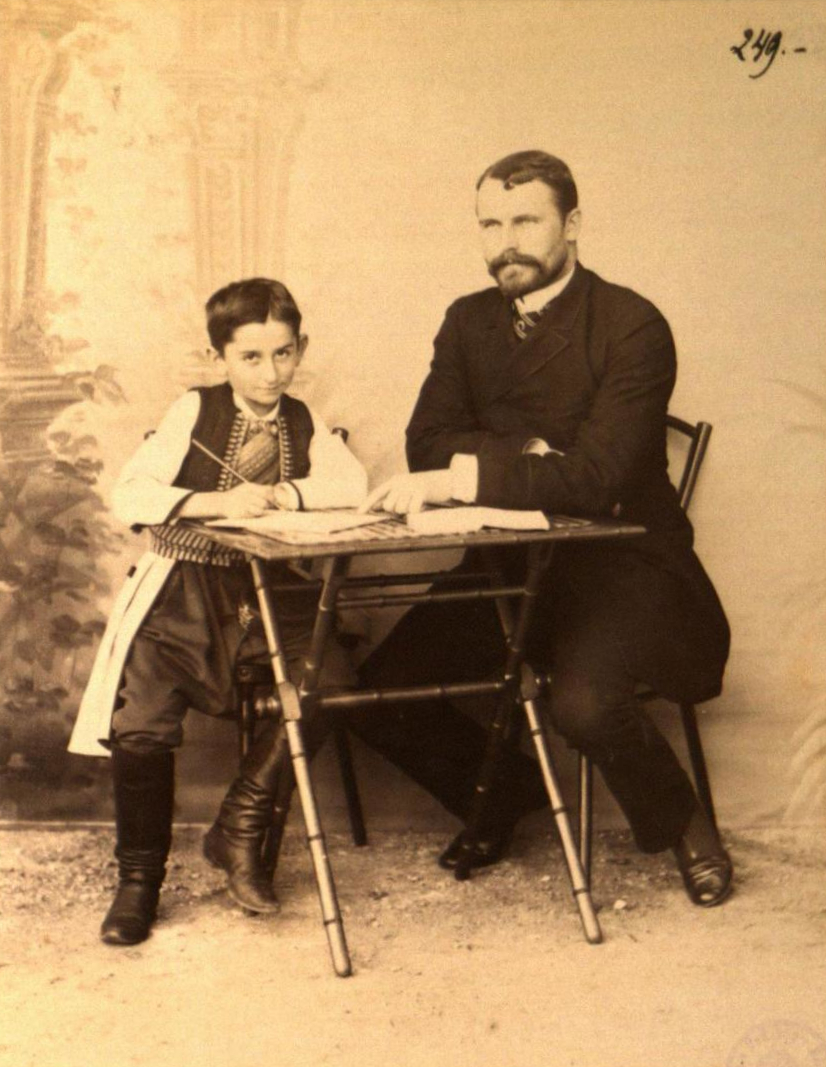
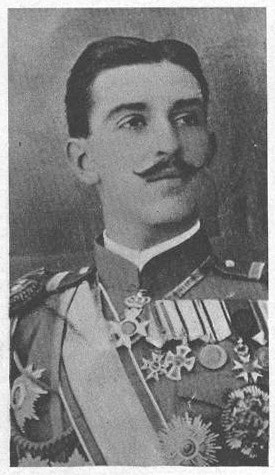
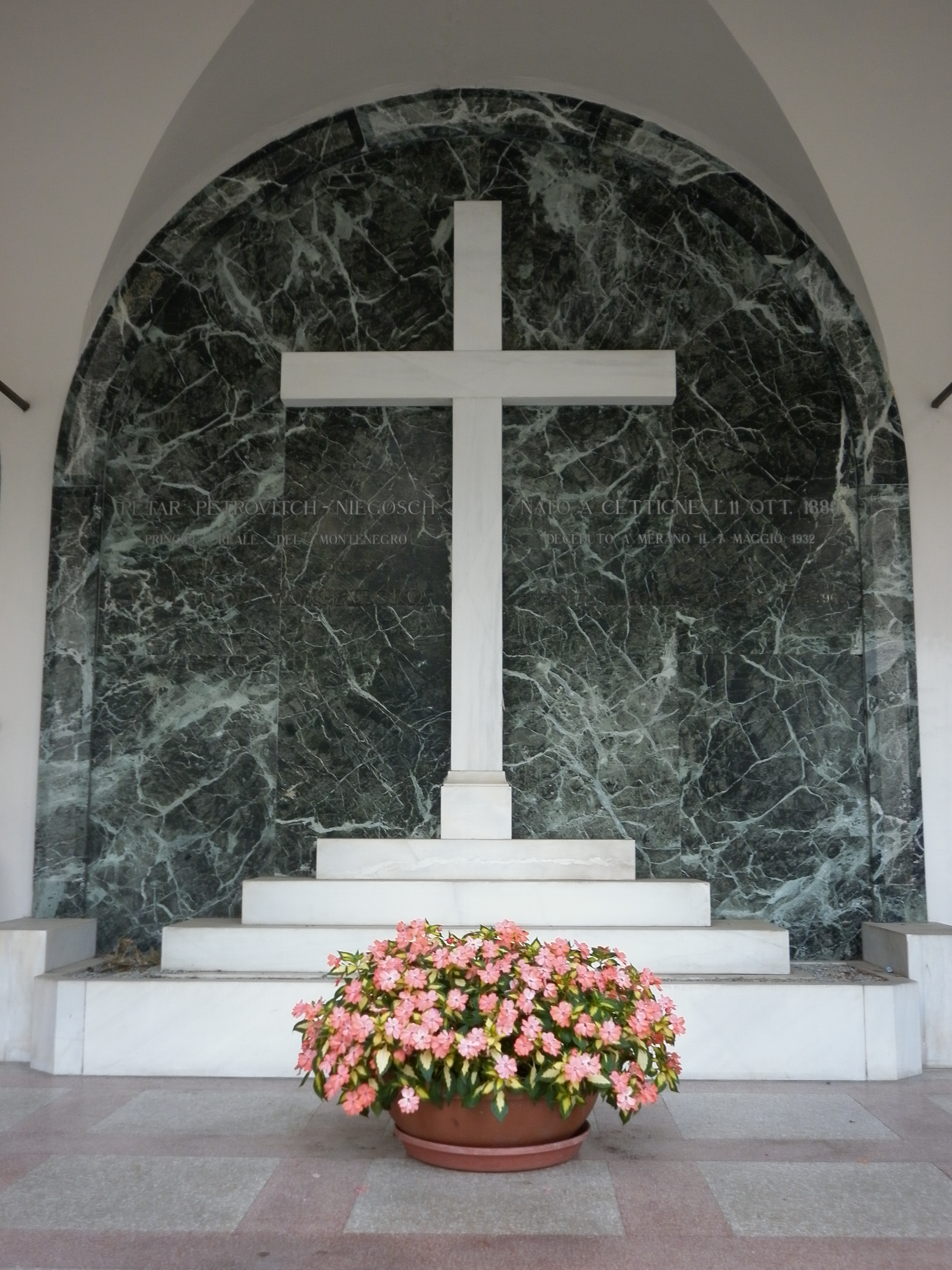